# Judo-Ozeanienmeisterschaften 1970
Die Judo-Ozeanienmeisterschaften 1970 waren die vierte Austragung der von der Oceania Judo Union (OJU) ausgerichteten Wettkämpfe zur Ermittlung der Ozeanienmeister im Judo und fanden in der neukaledonischen Hauptstadt Nouméa statt.

## Ergebnisse
| Gewichtsklasse    | Gold              | Silber          | Bronze |
| ----------------- | ----------------- | --------------- | ------ |
| Leichtgewicht     | David Givney      | Rob Moffitt     | —      |
| Halbmittelgewicht | Douglas Churchill | Peter Nash      | —      |
| Mittelgewicht     | Gary Ward         | Bill Broadhead  | —      |
| Halbschwergewicht | Alex Bykerk       | Andrew Buchanan | —      |
| Schwergewicht     | Lou Scholer       | Larry Edwards   | —      |
| Offene Klasse     | Andrew Buchanan   | Gary Ward       | —      |

## Medaillenspiegel
| Platz | Land       | Gold | Silber | Bronze | Gesamt |
| ----- | ---------- | ---- | ------ | ------ | ------ |
| 1.    | Australien | 6    | 6      | 0      | 12     |